# Llista de monuments d'Arenys de Mar
Llista de monuments d'Arenys de Mar inclosos en l'Inventari del Patrimoni Arquitectònic Català per al municipi d'Arenys de Mar (Maresme). Inclou els inscrits en el Registre de Béns Culturals d'Interès Nacional (BCIN) amb la classificació de monuments històrics, els Béns Culturals d'Interès Local (BCIL) de caràcter immoble i la resta de béns arquitectònics integrants del patrimoni cultural català.
| Monument                                                                               | Protecció       | Estil/època                                                                       | Localització                                               | Coordenades                                          | Codi?         | Imatge |
| -------------------------------------------------------------------------------------- | --------------- | --------------------------------------------------------------------------------- | ---------------------------------------------------------- | ---------------------------------------------------- | ------------- | --- |
| Església de Santa Maria                                                                | BCIN 8-MH       | Gòtic tardà, barroc Joan de Tours, Joan i Dionís de Torres XVI, XVIII, XIX Mitjan | Arenys de Mar Pl. de l'Església                            | 41° 34′ 50″ N, 2° 32′ 58″ E / 41.580529°N,2.549429°E | RI-51-0004216 | Església de Santa Maria (Arenys de Mar) · Vegeu més fotos d'aquest monument · Carregueu una nova foto d'aquest monument                       |
| Torre dels Encantats                                                                   | BCIN 476-MH     | Obra popular XIII-XVI                                                             | Arenys de Mar Turó d'en Puig Castellar                     | 41° 34′ 19″ N, 2° 31′ 49″ E / 41.571817°N,2.530294°E | RI-51-0005174 | Torre dels Encantats (Arenys de Mar) · Vegeu més fotos d'aquest monument · Carregueu una nova foto d'aquest monument                          |
| Torre del carrer d'Avall, Torre d'en Llobet                                            | BCIN 775-MH     | Obra popular XVI                                                                  | Arenys de Mar C. d'Avall, 43                               | 41° 34′ 43″ N, 2° 32′ 57″ E / 41.578491°N,2.549083°E | RI-51-0005175 | Torre del carrer d'Avall (Arenys de Mar) · Vegeu més fotos d'aquest monument · Carregueu una nova foto d'aquest monument                      |
| Cementiri d'Arenys de Mar, o Cementiri de Sinera                                       | BCIN 1926-MH-EN | Modernisme, historicisme XIX (1864 i 1895)                                        | Arenys de Mar Turó de la Pietat                            | 41° 34′ 38″ N, 2° 32′ 47″ E / 41.577144°N,2.54642°E  | RI-51-0008763 | Cementiri d'Arenys de Mar · Vegeu més fotos d'aquest monument · Carregueu una nova foto d'aquest monument                                     |
| Torre de Can Cabirol                                                                   | BCIN 4245-MH    | Obra popular XVI                                                                  | Arenys de Mar C. d'Avall, 10                               | 41° 34′ 44″ N, 2° 33′ 01″ E / 41.578856°N,2.550346°E | IPA-8180      | Torre de Can Cabirol (Arenys de Mar) · Vegeu més fotos d'aquest monument · Carregueu una nova foto d'aquest monument                          |
| Torre del carrer Ample                                                                 | BCIN 4246-MH    | Obra popular XVI                                                                  | Arenys de Mar C. Josep Anselm Clavé, 23                    | 41° 34′ 47″ N, 2° 33′ 09″ E / 41.579719°N,2.55254°E  | IPA-8179      | Torre del carrer Ample (Arenys de Mar) · Vegeu més fotos d'aquest monument · Carregueu una nova foto d'aquest monument                        |
| Hospital Xifré                                                                         |                 | Neoclassicisme XIX (1846)                                                         | Arenys de Mar Riera del Pare Fita, 61                      | 41° 35′ 00″ N, 2° 32′ 46″ E / 41.583338°N,2.54606°E  | IPA-309       | Hospital Xifré (Arenys de Mar) · Vegeu més fotos d'aquest monument · Carregueu una nova foto d'aquest monument                                |
| Casa al carrer d'Andreu Guri, 61                                                       |                 | Neoclassicisme-romàntic XIX                                                       | Arenys de Mar C. Andreu Guri, 61                           | 41° 34′ 44″ N, 2° 32′ 54″ E / 41.57893°N,2.54824°E   | IPA-8172      | Casa al carrer d'Andreu Guri, 61 (Arenys de Mar) · Vegeu més fotos d'aquest monument · Carregueu una nova foto d'aquest monument              |
| Casa al carrer d'Andreu Guri, 40                                                       |                 | Eclecticisme XIX                                                                  | Arenys de Mar C. Andreu Guri, 40                           | 41° 34′ 46″ N, 2° 32′ 57″ E / 41.579388°N,2.549239°E | IPA-8173      | Casa al carrer d'Andreu Guri, 40 (Arenys de Mar) · Vegeu més fotos d'aquest monument · Carregueu una nova foto d'aquest monument              |
| Casa al carrer d'Andreu Guri, 25                                                       |                 | Eclecticisme XIX (1864)                                                           | Arenys de Mar C. Andreu Guri, 25                           | 41° 34′ 46″ N, 2° 32′ 59″ E / 41.57938°N,2.54985°E   | IPA-8174      | Casa al carrer d'Andreu Guri, 25 (Arenys de Mar) · Vegeu més fotos d'aquest monument · Carregueu una nova foto d'aquest monument              |
| Cases al carrer d'Andreu Guri, 15-25                                                   |                 | Eclecticisme XIX                                                                  | Arenys de Mar C. Andreu Guri, 15-25                        | 41° 34′ 46″ N, 2° 33′ 00″ E / 41.57946°N,2.55001°E   | IPA-8175      | Cases al carrer d'Andreu Guri, 15-25 (Arenys de Mar) · Vegeu més fotos d'aquest monument · Carregueu una nova foto d'aquest monument          |
| Casa racionalista al carrer d'Andreu Guri, 62                                          |                 | Racionalisme XX (1939)                                                            | Arenys de Mar C. Andreu Guri, 62                           | 41° 34′ 45″ N, 2° 32′ 55″ E / 41.579149°N,2.548707°E | IPA-8176      | Casa racionalista al carrer d'Andreu Guri, 62 (Arenys de Mar) · Vegeu més fotos d'aquest monument · Carregueu una nova foto d'aquest monument |
| Casa Buxalleu                                                                          |                 | Obra popular XIX                                                                  | Arenys de Mar C. d'Avall, 44                               | 41° 34′ 43″ N, 2° 32′ 55″ E / 41.57866°N,2.54871°E   | IPA-8177      | Casa Buxalleu (Arenys de Mar) · Vegeu més fotos d'aquest monument · Carregueu una nova foto d'aquest monument                                 |
| Casa al carrer d'Avall, 38-40                                                          |                 | Obra popular XVIII, XX                                                            | Arenys de Mar C. d'Avall, 38-40                            | 41° 34′ 43″ N, 2° 32′ 56″ E / 41.57862°N,2.54887°E   | IPA-8178      | Casa al carrer d'Avall, 38-40 (Arenys de Mar) · Vegeu més fotos d'aquest monument · Carregueu una nova foto d'aquest monument                 |
| Can Robert                                                                             |                 | Eclecticisme XIX (1860)                                                           | Arenys de Mar C. d'Avall, 5                                | 41° 34′ 44″ N, 2° 33′ 04″ E / 41.57883°N,2.55108°E   | IPA-8181      | Can Robert (Arenys de Mar) · Vegeu més fotos d'aquest monument · Carregueu una nova foto d'aquest monument                                    |
| Casa a la plaça de Flos i Calcat, 33                                                   |                 | Modernisme XX                                                                     | Arenys de Mar Pl. Flos i Calcat (abans pl. del Casino), 33 | 41° 34′ 43″ N, 2° 32′ 58″ E / 41.578481°N,2.549576°E | IPA-8182      | Casa a la plaça de Flos i Calcat, 33 (Arenys de Mar) · Vegeu més fotos d'aquest monument · Carregueu una nova foto d'aquest monument          |
| Casa al carrer d'Avall, 7                                                              |                 | Obra popular XVII                                                                 | Arenys de Mar C. d'Avall, 7                                | 41° 34′ 44″ N, 2° 33′ 03″ E / 41.57882°N,2.5509°E    | IPA-8183      | Casa al carrer d'Avall, 7 (Arenys de Mar) · Vegeu més fotos d'aquest monument · Carregueu una nova foto d'aquest monument                     |
| Casa Abadal                                                                            |                 | Obra popular XVII                                                                 | Arenys de Mar C. d'Avall, 9                                | 41° 34′ 44″ N, 2° 33′ 03″ E / 41.57877°N,2.55075°E   | IPA-8184      | Casa Abadal (Arenys de Mar) · Vegeu més fotos d'aquest monument · Carregueu una nova foto d'aquest monument                                   |
| Casa Consistorial                                                                      |                 | Obra popular XVII                                                                 | Arenys de Mar Pl. de la Vila                               | 41° 34′ 46″ N, 2° 33′ 06″ E / 41.579448°N,2.551671°E | IPA-8185      | Casa Consistorial (Arenys de Mar) · Vegeu més fotos d'aquest monument · Carregueu una nova foto d'aquest monument                             |
| Arxiu Fidel Fita, o Biblioteca                                                         |                 | Obra popular XVII                                                                 | Arenys de Mar Riera del Bisbe Pol - pl. de la Vila         | 41° 34′ 46″ N, 2° 33′ 05″ E / 41.579462°N,2.551425°E | IPA-8186      | Arxiu Fidel Fita (Arenys de Mar) · Vegeu més fotos d'aquest monument · Carregueu una nova foto d'aquest monument                              |
| Arbrat i voreres                                                                       |                 | XIX                                                                               | Arenys de Mar Riera Bisbe Pol i Riera Pare Fita            | 41° 34′ 47″ N, 2° 33′ 04″ E / 41.579604°N,2.551092°E | IPA-8187      | Arbrat i voreres (Arenys de Mar) · Vegeu més fotos d'aquest monument · Carregueu una nova foto d'aquest monument                              |
| Can Busquets                                                                           |                 | Eclecticisme XIX                                                                  | Arenys de Mar C. Sant Antoni, 10                           | 41° 34′ 49″ N, 2° 33′ 12″ E / 41.58017°N,2.55333°E   | IPA-8188      | Can Busquets (Arenys de Mar) · Vegeu més fotos d'aquest monument · Carregueu una nova foto d'aquest monument                                  |
| Can Goula                                                                              |                 | Eclecticisme XIX                                                                  | Arenys de Mar C. Sant Antoni, 1                            | 41° 34′ 50″ N, 2° 33′ 12″ E / 41.580419°N,2.553337°E | IPA-8189      | Can Goula (Arenys de Mar) · Vegeu més fotos d'aquest monument · Carregueu una nova foto d'aquest monument                                     |
| Carrer de Santa Rita                                                                   |                 | Obra popular XX                                                                   | Arenys de Mar C. de Santa Rita                             | 41° 34′ 52″ N, 2° 33′ 11″ E / 41.581163°N,2.552991°E | IPA-8190      | Carrer de Santa Rita (Arenys de Mar) · Vegeu més fotos d'aquest monument · Carregueu una nova foto d'aquest monument                          |
| Factoria Calisay, actual centre cultural                                               |                 | Noucentisme Cèsar Martinell i Brunet XX                                           | Arenys de Mar Part alta de la Riera                        | 41° 34′ 58″ N, 2° 32′ 52″ E / 41.582686°N,2.547696°E | IPA-8191      | Factoria Calisay (Arenys de Mar) · Vegeu més fotos d'aquest monument · Carregueu una nova foto d'aquest monument                              |
| Xemeneia                                                                               |                 | Obra popular XIX                                                                  | Arenys de Mar Ctra. N-II                                   | 41° 34′ 32″ N, 2° 32′ 33″ E / 41.575447°N,2.542385°E | IPA-8192      | Xemeneia (Arenys de Mar) · Vegeu més fotos d'aquest monument · Carregueu una nova foto d'aquest monument                                      |
| Can Vilaplana                                                                          |                 | Gòtic tardà, Obra popular XVI                                                     | Arenys de Mar C. Pompeu Fabra, 48                          | 41° 35′ 14″ N, 2° 32′ 47″ E / 41.58723°N,2.546331°E  | IPA-8194      | Can Vilaplana (Arenys de Mar) · Vegeu més fotos d'aquest monument · Carregueu una nova foto d'aquest monument                                 |
| Col·legi de la Presentació                                                             |                 | Historicisme XX                                                                   | Arenys de Mar Part alta de la Riera                        | 41° 35′ 07″ N, 2° 32′ 54″ E / 41.585398°N,2.548415°E | IPA-8195      | Col·legi de la Presentació (Arenys de Mar) · Vegeu més fotos d'aquest monument · Carregueu una nova foto d'aquest monument                    |
| Casa Horta Matanzas                                                                    |                 | Obra popular XIX                                                                  | Arenys de Mar C. Pompeu Fabra, 28 - c. Horta Matanzas      | 41° 35′ 10″ N, 2° 32′ 49″ E / 41.586213°N,2.546859°E | IPA-8196      | Casa Horta Matanzas (Arenys de Mar) · Vegeu més fotos d'aquest monument · Carregueu una nova foto d'aquest monument                           |
| Mas Teixonera de les Doedes                                                            |                 | Gòtic tardà, Obra popular XVI                                                     | Arenys de Mar Parc de Lurdes                               | 41° 35′ 07″ N, 2° 32′ 40″ E / 41.585308°N,2.544456°E | IPA-8197      | Mas Teixonera de les Doedes (Arenys de Mar) · Vegeu més fotos d'aquest monument · Carregueu una nova foto d'aquest monument                   |
| Asil Torrent, Asil de Vells                                                            |                 | Eclecticisme XIX (1897)                                                           | Arenys de Mar Riera del Pare Fita                          | 41° 35′ 06″ N, 2° 32′ 44″ E / 41.585099°N,2.545567°E | IPA-8198      | Asil Torrent (Arenys de Mar) · Vegeu més fotos d'aquest monument · Carregueu una nova foto d'aquest monument                                  |
| Convent de Clarisses                                                                   |                 | Modernisme XX Inici                                                               | Arenys de Mar Rial de les Doedes                           | 41° 35′ 03″ N, 2° 32′ 45″ E / 41.584297°N,2.545824°E | IPA-8199      | Convent de Clarisses (Arenys de Mar) · Vegeu més fotos d'aquest monument · Carregueu una nova foto d'aquest monument                          |
| Túnel del ferrocarril                                                                  |                 | Obra popular XIX                                                                  | Arenys de Mar                                              | 41° 34′ 50″ N, 2° 33′ 49″ E / 41.580625°N,2.563618°E | IPA-8200      | Túnel del ferrocarril (Arenys de Mar) · Vegeu més fotos d'aquest monument · Carregueu una nova foto d'aquest monument                         |
| Montcalvari                                                                            |                 | Obra popular XX (1947)                                                            | Arenys de Mar Zona de Port                                 | 41° 34′ 46″ N, 2° 33′ 28″ E / 41.579502°N,2.557797°E | IPA-8201      | Montcalvari (Arenys de Mar) · Vegeu més fotos d'aquest monument · Carregueu una nova foto d'aquest monument                                   |
| Antic Hospital, actual residència geriàtrica municipal                                 |                 | Noucentisme XX                                                                    | Arenys de Mar Sant Narcís, 29                              | 41° 35′ 00″ N, 2° 32′ 49″ E / 41.583346°N,2.546875°E | IPA-8202      | Antic Hospital (Arenys de Mar) · Vegeu més fotos d'aquest monument · Carregueu una nova foto d'aquest monument                                |
| Casa al carrer de la Torre, 14                                                         |                 | Noucentisme XX                                                                    | Arenys de Mar C. de la Torre, 14                           | 41° 34′ 51″ N, 2° 32′ 54″ E / 41.58082°N,2.54827°E   | IPA-8203      | Casa al carrer de la Torre, 14 (Arenys de Mar) · Vegeu més fotos d'aquest monument · Carregueu una nova foto d'aquest monument                |
| Casa al rial de sa Clavella, 71                                                        |                 | Obra popular XX                                                                   | Arenys de Mar Rial de sa Clavella, 71                      | 41° 34′ 52″ N, 2° 32′ 50″ E / 41.581132°N,2.547158°E | IPA-8204      | Casa al rial de sa Clavella, 71 (Arenys de Mar) · Vegeu més fotos d'aquest monument · Carregueu una nova foto d'aquest monument               |
| Casa a la riera del Pare Fita, 13                                                      |                 | Noucentisme XX                                                                    | Arenys de Mar Riera del Pare Fita, 13                      | 41° 34′ 56″ N, 2° 32′ 54″ E / 41.58216°N,2.54844°E   | IPA-8205      | Casa a la riera del Pare Fita, 13 (Arenys de Mar) · Vegeu més fotos d'aquest monument · Carregueu una nova foto d'aquest monument             |
| Casa Gallego, o Casa Ysabeló                                                           |                 | Modernisme XX                                                                     | Arenys de Mar Riera del Pare Fita, 84                      | 41° 35′ 02″ N, 2° 32′ 52″ E / 41.58395°N,2.54766°E   | IPA-8206      | Casa Gallego (Arenys de Mar) · Vegeu més fotos d'aquest monument · Carregueu una nova foto d'aquest monument                                  |
| Port Esportiu i de Refugi                                                              |                 | Obra popular XX Inici                                                             | Arenys de Mar                                              | 41° 34′ 46″ N, 2° 33′ 32″ E / 41.579458°N,2.558774°E | IPA-8207      | Port Esportiu i de Refugi (Arenys de Mar) · Vegeu més fotos d'aquest monument · Carregueu una nova foto d'aquest monument                     |
| Mercat                                                                                 |                 | Noucentisme, modernisme Ignasi Mas i Morell XX (1929)                             | Arenys de Mar Riera del Bisbe Pol, 86                      | 41° 34′ 53″ N, 2° 33′ 00″ E / 41.581257°N,2.550073°E | IPA-8208      | Mercat (Arenys de Mar) · Vegeu més fotos d'aquest monument · Carregueu una nova foto d'aquest monument                                        |
| Casa de Pol, o Casa Pastor, Casa Marc Antoni Ferrer                                    |                 | Obra popular XVII                                                                 | Arenys de Mar C. d'Avall - c. d'en Riera                   | 41° 34′ 43″ N, 2° 33′ 00″ E / 41.578615°N,2.549979°E | IPA-8209      | Casa de Pol (Arenys de Mar) · Vegeu més fotos d'aquest monument · Carregueu una nova foto d'aquest monument                                   |
| Carrer de Sant Rafael                                                                  |                 | Obra popular                                                                      | Arenys de Mar C. Sant Rafael, 6-24                         | 41° 34′ 50″ N, 2° 32′ 50″ E / 41.58051°N,2.54715°E   | IPA-8210      | Carrer de Sant Rafael (Arenys de Mar) · Vegeu més fotos d'aquest monument · Carregueu una nova foto d'aquest monument                         |
| Rial de sa Clavella                                                                    |                 | Eclecticisme XIX                                                                  | Arenys de Mar Rial de sa Clavella, 22-30                   | 41° 34′ 49″ N, 2° 32′ 58″ E / 41.580216°N,2.549402°E | IPA-8211      | Rial de sa Clavella (Arenys de Mar) · Vegeu més fotos d'aquest monument · Carregueu una nova foto d'aquest monument                           |
| Casa A. Miquel                                                                         |                 | Eclecticisme                                                                      | Arenys de Mar Rial de sa Clavella, 22 - pas de Sota Estudi | 41° 34′ 49″ N, 2° 32′ 58″ E / 41.580182°N,2.549539°E | IPA-8212      | Casa A. Miquel (Arenys de Mar) · Vegeu més fotos d'aquest monument · Carregueu una nova foto d'aquest monument                                |
| Casa al rial de sa Clavella, 12                                                        |                 | Obra popular XVIII                                                                | Arenys de Mar Rial de sa Clavella, 12                      | 41° 34′ 48″ N, 2° 33′ 00″ E / 41.58009°N,2.54999°E   | IPA-8213      | Casa al rial de sa Clavella, 12 (Arenys de Mar) · Vegeu més fotos d'aquest monument · Carregueu una nova foto d'aquest monument               |
| Casa Quintana                                                                          |                 | Obra popular XVIII                                                                | Arenys de Mar Rial de sa Clavella, 46                      | 41° 34′ 49″ N, 2° 32′ 55″ E / 41.580367°N,2.548702°E | IPA-8214      | Casa Quintana (Arenys de Mar) · Vegeu més fotos d'aquest monument · Carregueu una nova foto d'aquest monument                                 |
| Can Juncosa, o Cal Moro                                                                |                 | Eclecticisme XIX                                                                  | Arenys de Mar Rial de sa Clavella - Bonaire, 2             | 41° 34′ 49″ N, 2° 32′ 57″ E / 41.58016°N,2.549061°E  | IPA-8215      | Can Juncosa (Arenys de Mar) · Vegeu més fotos d'aquest monument · Carregueu una nova foto d'aquest monument                                   |
| Casa A. Torrent                                                                        |                 | Neoclassicisme-romàntic XIX                                                       | Arenys de Mar C. Antoni Torrent, 2-4                       | 41° 34′ 49″ N, 2° 32′ 53″ E / 41.580395°N,2.548018°E | IPA-8216      | Casa A. Torrent (Arenys de Mar) · Vegeu més fotos d'aquest monument · Carregueu una nova foto d'aquest monument                               |
| Can Solà                                                                               |                 | Eclecticisme XIX                                                                  | Arenys de Mar C. Bonaire - c. Andreu Guri, 38              | 41° 34′ 46″ N, 2° 32′ 58″ E / 41.57941°N,2.549306°E  | IPA-8217      | Can Solà (Arenys de Mar) · Vegeu més fotos d'aquest monument · Carregueu una nova foto d'aquest monument                                      |
| Carrer de la Torre                                                                     |                 | Obra popular XVIII                                                                | Arenys de Mar C. de la Torre, 39-63                        | 41° 34′ 54″ N, 2° 32′ 50″ E / 41.58155°N,2.54723°E   | IPA-8218      | Carrer de la Torre (Arenys de Mar) · Vegeu més fotos d'aquest monument · Carregueu una nova foto d'aquest monument                            |
| Can Xicu de l'Òpera                                                                    |                 | Modernisme Joan Bruguera i Roget XX (ca. 1915)                                    | Arenys de Mar C. de la Torre, 2                            | 41° 34′ 51″ N, 2° 32′ 55″ E / 41.580704°N,2.548576°E | IPA-8219      | Can Xicu de l'Òpera (Arenys de Mar) · Vegeu més fotos d'aquest monument · Carregueu una nova foto d'aquest monument                           |
| Ca l'Altés                                                                             |                 | Obra popular XVIII                                                                | Arenys de Mar C. de la Torre, 37                           | 41° 34′ 52″ N, 2° 32′ 51″ E / 41.58122°N,2.54755°E   | IPA-8220      | Ca l'Altés (Arenys de Mar) · Vegeu més fotos d'aquest monument · Carregueu una nova foto d'aquest monument                                    |
| Can Durall                                                                             |                 | Eclecticisme XVIII                                                                | Arenys de Mar C. del Bisbe Català, 49                      | 41° 34′ 50″ N, 2° 33′ 12″ E / 41.580511°N,2.553259°E | IPA-8221      | Can Durall (Arenys de Mar) · Vegeu més fotos d'aquest monument · Carregueu una nova foto d'aquest monument                                    |
| Carrer del Bisbe Català (abans de la Perera)                                           |                 | XVIII                                                                             | Arenys de Mar C. del Bisbe Català                          | 41° 34′ 48″ N, 2° 33′ 08″ E / 41.580094°N,2.552127°E | IPA-8222      | Carrer del Bisbe Català (Arenys de Mar) · Vegeu més fotos d'aquest monument · Carregueu una nova foto d'aquest monument                       |
| Can Ferran                                                                             |                 | Modernisme Bernardí Martorell i Puig XX (1904)                                    | Arenys de Mar C. Josep Anselm Clavé, 24                    | 41° 34′ 46″ N, 2° 33′ 09″ E / 41.5795°N,2.55255°E    | IPA-8223      | Can Ferran (Arenys de Mar) · Vegeu més fotos d'aquest monument · Carregueu una nova foto d'aquest monument                                    |
| Can Córdoba, o Can Còrdova                                                             |                 | Eclecticisme XIX                                                                  | Arenys de Mar Riera del Bisbe Pol, 1                       | 41° 34′ 43″ N, 2° 33′ 05″ E / 41.578645°N,2.551293°E | IPA-8224      | Can Córdoba (Arenys de Mar) · Vegeu més fotos d'aquest monument · Carregueu una nova foto d'aquest monument                                   |
| Can València, o Casa Clavell                                                           |                 | Obra popular XVII                                                                 | Arenys de Mar Riera del Bisbe Pol, 3                       | 41° 34′ 44″ N, 2° 33′ 04″ E / 41.578888°N,2.551231°E | IPA-8225      | Can València (Arenys de Mar) · Vegeu més fotos d'aquest monument · Carregueu una nova foto d'aquest monument                                  |
| Can Ramis-Milans                                                                       |                 | Obra popular XVIII                                                                | Arenys de Mar Riera del Bisbe Pol, 5 - c. d'Avall          | 41° 34′ 45″ N, 2° 33′ 04″ E / 41.579133°N,2.551092°E | IPA-8226      | Can Ramis-Milans (Arenys de Mar) · Vegeu més fotos d'aquest monument · Carregueu una nova foto d'aquest monument                              |
| Sindicat Agrícola                                                                      |                 | Monumentalisme academicista Cèsar Martinell i Brunet XX (1947)                    | Arenys de Mar C. Josep Anselm Clavé, 17                    | 41° 34′ 47″ N, 2° 33′ 08″ E / 41.57971°N,2.55232°E   | IPA-8227      | Sindicat Agrícola (Arenys de Mar) · Vegeu més fotos d'aquest monument · Carregueu una nova foto d'aquest monument                             |
| Casa al carrer d'en Goday                                                              |                 | Obra popular XVI                                                                  | Arenys de Mar C. d'en Goday, 4                             | 41° 34′ 47″ N, 2° 33′ 01″ E / 41.579782°N,2.550239°E | IPA-8228      | Casa al carrer d'en Goday (Arenys de Mar) · Vegeu més fotos d'aquest monument · Carregueu una nova foto d'aquest monument                     |
| Casa Baralt, Museu Mollfulleda de Mineralogia                                          |                 | Obra popular XVII                                                                 | Arenys de Mar C. de l'Església, 39 - c. Sant Jaume         | 41° 34′ 54″ N, 2° 32′ 54″ E / 41.581655°N,2.548286°E | IPA-8229      | Casa Baralt (Arenys de Mar) · Vegeu més fotos d'aquest monument · Carregueu una nova foto d'aquest monument                                   |
| Rectoria                                                                               |                 | Neoclassicisme-romàntic, historicisme XIX                                         | Arenys de Mar C. de l'Església, 24                         | 41° 34′ 52″ N, 2° 32′ 57″ E / 41.58113°N,2.54905°E   | IPA-8230      | Rectoria (Arenys de Mar) · Vegeu més fotos d'aquest monument · Carregueu una nova foto d'aquest monument                                      |
| Museu Marès de la Punta, o Hospital Vell                                               |                 | Obra popular XVIII                                                                | Arenys de Mar C. de l'Església, 41-43 - c. Sant Jaume      | 41° 34′ 54″ N, 2° 32′ 53″ E / 41.581773°N,2.548163°E | IPA-8231      | Museu Marès de la Punta (Arenys de Mar) · Vegeu més fotos d'aquest monument · Carregueu una nova foto d'aquest monument                       |
| Casa Blaudemar                                                                         |                 | Obra popular XVI                                                                  | Arenys de Mar C. de l'Església, 15                         | 41° 34′ 52″ N, 2° 32′ 56″ E / 41.58113°N,2.5488°E    | IPA-8232      | Casa Blaudemar (Arenys de Mar) · Vegeu més fotos d'aquest monument · Carregueu una nova foto d'aquest monument                                |
| Can Montal de l'esquerra (esquerra de la Riera)                                        |                 | Obra popular Isidre Puigboada XX (1921)                                           | Arenys de Mar Riera del Bisbe Pol, 122                     | 41° 34′ 55″ N, 2° 32′ 58″ E / 41.58207°N,2.54943°E   | IPA-8233      | Can Montal a l'esquerra de la Riera (Arenys de Mar) · Vegeu més fotos d'aquest monument · Carregueu una nova foto d'aquest monument           |
| Can Montal de la dreta (dreta de la Riera)                                             |                 | Noucentisme XX                                                                    | Arenys de Mar Riera del Pare Fita, 1                       | 41° 34′ 55″ N, 2° 32′ 55″ E / 41.58187°N,2.5487°E    | IPA-8234      | Can Montal a la dreta de la Riera (Arenys de Mar) · Vegeu més fotos d'aquest monument · Carregueu una nova foto d'aquest monument             |
| Cases Julià                                                                            |                 | Obra popular, modernisme XX (1918)                                                | Arenys de Mar Riera del Pare Fita, 44-46-48                | 41° 34′ 49″ N, 2° 33′ 03″ E / 41.58037°N,2.55078°E   | IPA-8235      | Cases Julià (Arenys de Mar) · Vegeu més fotos d'aquest monument · Carregueu una nova foto d'aquest monument                                   |
| Cases Riera                                                                            |                 | Historicisme Joan Bruguera i Roget XX (1925)                                      | Arenys de Mar Riera del Pare Fita, 24-26                   | 41° 34′ 47″ N, 2° 33′ 04″ E / 41.57979°N,2.55116°E   | IPA-8236      | Cases Riera (Arenys de Mar) · Vegeu més fotos d'aquest monument · Carregueu una nova foto d'aquest monument                                   |
| Can Joan Maresma, després Can Capdevila                                                |                 | Eclecticisme, modernisme XIX                                                      | Arenys de Mar Riera del Pare Fita, 66                      | 41° 35′ 03″ N, 2° 32′ 51″ E / 41.584086°N,2.547533°E | IPA-8237      | Can Can Joan Maresma (Arenys de Mar) · Vegeu més fotos d'aquest monument · Carregueu una nova foto d'aquest monument                          |
| Convent de Caputxins                                                                   |                 | Historicisme XIX                                                                  | Arenys de Mar C. de Santa Maria                            | 41° 35′ 01″ N, 2° 32′ 57″ E / 41.583691°N,2.54908°E  | IPA-8238      | Convent de Caputxins (Arenys de Mar) · Vegeu més fotos d'aquest monument · Carregueu una nova foto d'aquest monument                          |
| El Paraíso, o Escola Avícola                                                           |                 | Neoclassicisme-romàntic XIX (1864)                                                | Arenys de Mar La Plana                                     | 41° 35′ 01″ N, 2° 33′ 00″ E / 41.583575°N,2.550126°E | IPA-8239      | El Paraíso (Arenys de Mar) · Vegeu més fotos d'aquest monument · Carregueu una nova foto d'aquest monument                                    |
| Panteó d'Iu Bosch, capella modernista                                                  |                 | Modernisme Enric Sagnier XX (1915)                                                | Arenys de Mar Cementiri                                    | 41° 34′ 41″ N, 2° 32′ 47″ E / 41.578019°N,2.546414°E | IPA-8241      | Panteó d'Iu Bosch (Arenys de Mar) · Vegeu més fotos d'aquest monument · Carregueu una nova foto d'aquest monument                             |
| Panteó Mundet, escultura de dona                                                       |                 | Modernisme Josep Llimona XX (1907)                                                | Arenys de Mar Cementiri                                    | 41° 34′ 41″ N, 2° 32′ 47″ E / 41.578071°N,2.546484°E | IPA-8242      | Panteó Mundet (Arenys de Mar) · Vegeu més fotos d'aquest monument · Carregueu una nova foto d'aquest monument                                 |
| Panteó Massaguer, escultura de dona                                                    |                 | Noucentisme Josep Llimona XX (1922)                                               | Arenys de Mar Cementiri                                    | 41° 34′ 42″ N, 2° 32′ 46″ E / 41.578283°N,2.546165°E | IPA-8243      | Panteó Massaguer (Arenys de Mar) · Vegeu més fotos d'aquest monument · Carregueu una nova foto d'aquest monument                              |
| Santíssima Trinitat o Pare Etern, sepulcre de Josep Arnau i Preses                     |                 | Venanci Vallmitjana XX (1907)                                                     | Arenys de Mar Cementiri                                    | 41° 34′ 42″ N, 2° 32′ 46″ E / 41.578346°N,2.546123°E | IPA-8244      | Santíssima Trinitat (Arenys de Mar) · Vegeu més fotos d'aquest monument · Carregueu una nova foto d'aquest monument                           |
| Escultura d'una noia, sepulcre de la família Majó                                      |                 | Neoclassicisme-romàntic Josep Carcassó i Font XIX (1885)                          | Arenys de Mar Cementiri                                    | 41° 34′ 41″ N, 2° 32′ 46″ E / 41.577994°N,2.546226°E | IPA-8245      | Escultura d'una noia (Arenys de Mar) · Vegeu més fotos d'aquest monument · Carregueu una nova foto d'aquest monument                          |
| Mare de Déu amb Jesucrist o Pietat, sepulcre de la família Solà-Vinardell              |                 | Modernisme Venanci Vallmitjana XX (1905)                                          | Arenys de Mar Cementiri                                    | 41° 34′ 40″ N, 2° 32′ 46″ E / 41.577902°N,2.546222°E | IPA-8246      | Mare de Déu amb Jesucrist (Arenys de Mar) · Vegeu més fotos d'aquest monument · Carregueu una nova foto d'aquest monument                     |
| Balneari Lloveras                                                                      |                 | Eclecticisme XIX Final                                                            | Arenys de Mar Passeig (enderrocat)                         | 41° 34′ 47″ N, 2° 33′ 14″ E / 41.579743°N,2.553978°E | IPA-37517     | Balneari Lloveras (Arenys de Mar) · Vegeu més fotos d'aquest monument · Carregueu una nova foto d'aquest monument                             |
| Pavelló Sert, Preventori Escola del Segell Pro-infància Can Xifré - Cases dels Mestres |                 | Racionalisme Josep Lluís Sert 1935                                                | Arenys de Mar C. Can Nadal                                 | 41° 35′ 00″ N, 2° 32′ 43″ E / 41.583381°N,2.545279°E | IPA-46273     | Pavelló Sert (Arenys de Mar) · Vegeu més fotos d'aquest monument · Carregueu una nova foto d'aquest monument                                  |